# Mount Bjaaland
Mount Bjaaland ist ein 2675 m hoher Berggipfel in der antarktischen Ross Dependency. Im Königin-Maud-Gebirge ist er der südlichste Gipfel eines Massivs am Kopfende des Amundsen-Gletschers.
Der norwegische Polarforscher Roald Amundsen benannte im Zuge seiner Südpolexpedition (1910–1912) eine Reihe grob kartierter Gipfel in der Umgebung des hier beschriebenen Bergs. Namensgeber hier ist der Norweger Olav Bjaaland (1873–1961), der gemeinsam mit Amundsen und drei weiteren Expeditionsteilnehmern am 14. Dezember 1912 als erste Menschen den geographischen Südpol erreichte. Der United States Geological Survey kartierte ihn anhand eigener Vermessungen und Luftaufnahmen der United States Navy aus den Jahren von 1960 bis 1964.